# 许逊 (北齐)
许逊，字仲让，是南北朝高阳郡新城县人，出自高阳許氏。
许逊的曾祖父许彦，北魏相州刺史、武昌公。祖父许熙，字德融，袭爵武昌公。中书郎，早卒。父亲许护，在北魏担任州主簿，高阳、章武二郡太守。许逊有才干气局，东魏武定末年，担任东阳平郡太守。北齐乾明年间担任平原郡太守，去世后，追赠信州刺史。其弟许惇；其子许文高，官至司徒掾。